# Range Rover Evoque
De Range Rover Evoque is een luxe SUV van het Britse merk Land Rover. De Evoque is de kleinste wagen van de hele Range Rover reeks. In Nederland betaal je al snel vanaf € 59.228 voor een nieuwe Evoque.

## Model
De Range Rover Evoque valt onder de categorie van luxe SUV's, maar op het Ford EUCD-platform staat de Evoque naast de Ford S-Max en de Volvo XC60. Het Terrain Response System dat onder andere te vinden is op de Land Rover Discovery is ook aanwezig bij de Evoque. Verder is de Evoque een compacte SUV, dit vergelijking met de Range Rover of de Range Rover Sport. 
De Range Rover Evoque is er met een 2.2liter-dieselmotor met 150 pk of 190 pk. Er is een tweeliter benzinemotor beschikbaar met 240 pk. De Evoque wordt alleen geleverd met een viercilindermotor.
Er kan gekozen worden voor alleen voorwielaandrijving of een vaste vierwielaandrijving.
De Evoque beschikt over een negentraps automatische en zestraps manuele versnellingsbak.
Er zijn drie basisuitvoeringen:
- Pure
- Prestige
- Dynamic

## Land Rover LRX
De voorloper van de Evoque, de Land Rover LRX, werd voor het eerst als conceptauto getoond tijdens de North American International Auto Show van 2008, onder de naam Land Rover LRX. De productie van de wagen begon in 2011. De ontwerper Gerry McGovern ontwierp vele Range Rover modellen. 